# Bundesrealgymnasium Linz Fadingerstraße
Le Bundesrealgymnasium Linz Fadingerstraße (Fadingergymnasium, également surnommé Realschule) est un collège d'enseignement secondaire spécialisé, situé dans le centre-ville de Linz, en Autriche. Il est situé sur Fadingerstraße, entre Pochestraße et Bethlehemstraße. Ce lycée (Gymnasium) est orienté sur les médias et les sciences, et dispense un enseignement secondaire complet avec Matura optionnelle .

## Histoire
Le collège est fondé en 1851 sous le nom de Kaiser Franz Joseph Staatsoberrealschule (école secondaire d'état) à l'initiative des citoyens de Linz et de l'écrivain et inspecteur scolaire public des écoles élémentaires de Haute-Autriche, Adalbert Stifter à Steingasse. Le bâtiment est agrandi à l'automne 1852, permettant l'ouverture de toutes les classes. Dans les années 1890, les installations de la Steingasse étant devenues inadéquates, la construction d'un nouveau bâtiment est finalement approuvée en 1903/1904 et celui-ci est inauguré en 1909, au coin de Fadinger Strasse et Bethlehemstrasse.
L'école a été rebaptisée Bundesrealgymnasium Linz Fadingerstraße après l'instauration de la République autrichienne en 1918.

## Anciens élèves notables
- Adolf Eichmann (1906-1962), responsable du parti nazi germano-autrichien et criminel de guerre condamné, l'un des principaux organisateurs de l'Holocauste
- Adolf Hitler (1889-1945), homme politique allemand et chef du parti nazi ( Nationalsozialistische Deutsche Arbeiterpartei ; NSDAP) (1900-1904)
- Ernst Kaltenbrunner (1903–1946), fonctionnaire SS autrichien et criminel de guerre condamné, l'un des principaux organisateurs de l'Holocauste (1913–)
- Ludwig Wittgenstein (1889–1951), philosophe austro-britannique (1903–1906)